# Сарафинешти (Ботошани)
Сарафинешти (рум. Sarafinești) насеље је у Румунији у округу Ботошани у општини Корни. Oпштина се налази на надморској висини од 307 m.

## Становништво
Према подацима из 2002. године у насељу је живело 1548 становника, од којих су сви румунске националности.